# Turmhügel Roßbach
Der Turmhügel Roßbach ist eine abgegangene Turmhügelburg (Motte) in der Gemarkung Bärndorf an einem Hang des Eyer-Berges zehn Meter über der Einmündung des Roßbaches in den Regen bei dem Hof Roßbach der Gemeinde Chamerau im oberpfälzischen Landkreis Cham in Bayern. Die Anlage wird als Bodendenkmal unter der Aktennummer D-3-6742-0005 im Bayernatlas als „mittelalterlicher Burgstall“ geführt.

## Geschichte
Als erste Besitzer der vermutlich im 12. Jahrhundert erbauten Burg werden die von 1118 bis 1200 nachweisbaren Herren von Roßbach, die verwandte Ministeriale der Markgrafen von Cham (Diepoldinger-Rapotonen) waren, angenommen. 1500 wurden die Herren von Hund von Herzog Albrecht IV. mit der Burg belehnt.

## Beschreibung
Der Burgstall, heute ein Bodendenkmal, der ehemaligen Mottenanlage mit einem Durchmesser von 30 Metern zeigt nur noch ein abgeflachtes Plateau. Wesentliche Teile wurden 1892 beim Bahnbau beseitigt und die in den 1970er Jahren noch erkennbaren Wall- und Grabenreste eingeebnet und überbaut.